# Mohd Ivan Yusoff
Mohd Ivan Yusoff (ur. 13 maja 1982 w Kuala Lumpur) – piłkarz malezyjski grający na pozycji pomocnika.

## Kariera klubowa
Karierę piłkarską Ivan rozpoczął w klubie Kuala Lumpur FA. W 2003 roku zadebiutował w jego barwach w pierwszej lidze malezyjskiej. Grał w nim w latach 2003-2004. W 2005 roku odszedł do Perlis FA, w którym grał przez rok i dotarł z nim w 2006 roku do finału Pucharu Federacji. W latach 2006–2008 ponownie występował w Kuala Lumpur FA, a w 2009 roku podpisał kontrakt z Selangor PKNS.

## Kariera reprezentacyjna
W reprezentacji Malezji Ivan zadebiutował 13 października 2004 roku w przegranym 0:2 meczu eliminacji do Mistrzostw Świata w Niemczech z Hongkongiem. W 2007 roku został powołany do kadry na Puchar Azji 2007. Na tym turnieju rozegrał jedno spotkanie, z Uzbekistanem (0:5).